# ハビエル・オンティベロス
ハビエル・オンティベロス・パルラ（Javier Ontiveros Parra  ,  1997年9月9日 - ）は、スペイン・アンダルシア州マラガ県マルベーリャ出身のプロサッカー選手。ビジャレアルCF Bに所属している。ポジションはFW。

## 来歴
2008年にレアル・ベティスのカンテラに入団し、2年後の2010年にマラガCFに加入。2015年7月にBチームに昇格。11月にトップチームに昇格し、21日のRCDエスパニョール戦で、ラ・リーガ初出場。2016年11月27日のデポルティーボ・ラ・コルーニャ戦で、リーガ初ゴールを決めた。
2018年1月31日、当時セグンダ・ディビシオンのレアル・バリャドリードへのシーズン終了までのローン移籍が発表。バリャドリードのリーガ復帰に貢献し、マラガに復帰。
2018-19シーズンはセグンダで自己最高のシーズンを送り、33試合5得点を記録。チームは3位に入り、昇格プレーオフに進出したものの、1回戦でデポルティーボに敗れた。
2019年8月20日、ビジャレアルCFと5年契約を結んだ。
2020年9月24日、SDウエスカへのローン移籍が発表。2021年8月27日にはCAオサスナへのローン移籍が決まった。